# Cephaloleia apicenotata
Cephaloleia apicenotata es un coleóptero de la familia Chrysomelidae.
Fue descrita científicamente en 1938 por Uhmann.